# Альдо Коккіа
Альдо Коккіа (італ. Aldo Cocchia, 30 серпня 1900, Неаполь - 12 грудня 1968, Неаполь) - італійський адмірал

## Біографія
Альдо Коккіа народився 30 серпня 1900 року в Неаполі. У 1917 році закінчив Військово-морську академію в Ліворно у званні гардемарина. Брав участь у Першій світовій війні на борту лінкора «Конте ді Кавур», на якому прослужив до 1919 року. У 1920 році був переведений на розвідник-скаут «Аугусто Ріботі», на борту якого брав участь в операціях в Албанії. 8 грудня 1921 року отримав звання лейтенанта. Ніс службу на різних кораблях, пізніше був призначений ад'ютантом командувача Військово-морського командування в Ла-Спеції.
1 березня 1930 року Альдо Коккіа отримав звання капітана III рангу і був призначений в департамент торпед та боєприпасів у Ла-Спеції. У 1931 році він був помічником капітана плавучої бази підводних човнів «Антоніо Пачінотті», пізніше командував підводним човном «Маркантоніо Брагадін».
Під час другої італо-ефіопської війни Альдо Коккіа був заступником начальника штабу 2-ї дивізії. Під час громадянської війни в Іспанії командував групою MAS та підводних човнів. 1 грудня 1935 року отримав звання капітана II рангу.
З серпня 1938 року по березень 1940 року був командувачем ескадри есмінців в Массауа.
На момент вступу Італії у Другу світову війну Альдо Коккіа командував 1 групою підводних човнів, що базувались в Ла-Спеції. Флагманським кораблем був «Луїджі Тореллі», на якому він здійснив перший похід в Атлантику. Пізніше був призначений начальником штабу угруповання BETASOM в Бордо.
Отримавши звання капітана I рангу, у травні 1941 року Альдо Коккіа керував флотилією, яка доставила італійський полк в Сітію під час захоплення Криту. Після цього він був призначений військовим комендантом острова Лерос. На цій посаді він перебував до лютого 1942 року, після чого передав командування Луїджі Маскерпа.
20 березня 1942 року Альдо Коккіа був призначений командувачем XVI ескадри есмінців (флагманський корабель «Ніколозо да Рекко»), на чолі якої здійснив численні супроводи конвоїв у Грецію та Північну Африку.
Останній супровід конвою, в якому взяв участь Альдо Коккіа, завершився боєм біля Скеркі-Бенк. 2 грудня 1942 року італійський конвой, що складався з 4 транспортів, які супроводжували есмінці «Ніколозо да Рекко», «Каміча Нера», «Фольгоре» та міноносці «Кліо» і «Прочіоне», був атакований британським з'єднанням «Q», яке складалось з легких крейсерів  «Аврора», «Аргонаут» і «Сіріус», а також 2 есмінців - «Квентін» та «Кіберон». За наказом Коккіа італійські есмінці рішуче атакували британські кораблі, але не змогли запобігти знищенню конвою. «Ніколозо да Рекко» атакував ворожі кораблі торпедами, але отримав влучання ворожих снарядів, внаслідок чого вибухнули погреби боєзапасу. Половина екіпажу корабля загинула або була поранена. Альдо Коккіа отримав важкі опіки, в основному обличчя. За мужність під час бою він був нагороджений Золотою медаль «За військову доблесть».
Наступні 3 роки Альдо Коккіа провів у різних госпіталях, де йому були зроблені численні операції, проте його обличчя залишилось спотвореним. 
Перед виходом у відставку Альдо Коккіа отримав звання адмірала. З 1958 року він був головним редактором щомісячного журналу «Рівіста Марітімма» (італ. Rivista Marittima), який видавав флот. З 1960 по 1963 рік він був керівником історичного департаменту ВМС Італії, де керував випуском серії книг про діяльність флоту під час другої світової війни. Альдо Коккіа також був автором низки книг та мемуарів.
Помер 12 грудня 1968 року в Неаполі.

## Нагороди
- Золота медаль «За військову доблесть»
- Золота медаль «За військову доблесть»
- Бронзова медаль «За військову доблесть» (тричі)
- Хрест «За військову доблесть» (двічі)
- Командор Ордена Корони Італії
- Великий офіцер Ордена «За заслуги перед Італійською Республікою»